# Сойка однобарвна
Сойка однобарвна (Aphelocoma unicolor) — вид горобцеподібних птахів родини воронових (Corvidae). Поширений у Центральній Америці.

## Поширення
Вид поширений на півдні Мексики (південна частина Східною Сьєрра-Мадре, захід Південної Сьєрра-Мадре і гори Сьєрра-Мадре-де-Чіапас), у Гватемалі, Сальвадорі, Гондурасі та на півночі Нікарагуа. Мешкає в хмарних лісах на висотах між 2150 і 3050 м над рівнем моря.

## Підвиди
Визнано 5 підвидів:
- Aphelocoma unicolor guerrerensis Nelson, 1903 — ендемік Герреро;
- Aphelocoma unicolor concolor (Cassin, 1848) — поширений на півночі ареалу;
- Aphelocoma unicolor oaxacae Pitelka, 1946 — ендемік центральної Оахаки;
- Aphelocoma unicolor unicolor (Du Bus de Gisignies, 1847) — номінальний підвид, поширений від Сан-Кристобаль-де-лас-Касас до Гватемали ;
- Aphelocoma unicolor griscomi van Rossem, 1928 — поширений на південному сході ареалу.

## Опис
Птах має 27-32 см в довжину, вагу 113—153 г. Це масивні на вигляд птахи, оснащені великою квадратною та сплюснутою головою, конічним та масивним дзьобом із злегка гачкуватим кінчиком, округлими та пальчастими крилами, міцними ногами та довгим хвостом з квадратним кінчиком.
Оперення рівномірно блакитне, трохи темніше на обличчі (з легкою маскою між сторонами дзьоба та скроневою областю) і тьмяніше на спині. Дзьоб і ноги чорнуваті, а очі темно-коричневі.

## Поведінка
Птахи пересуваються парами або сімейними групами серед дерев, кущів і землі, проводячи більшу частину дня в пошуках їжі. Це всеїдні птахи, які харчуються комахами, личинками та іншими безхребетними, а також фруктами та ягодами і, ймовірно, також дрібними хребетними.
Моногамний птах, який починає гніздуватися вже в другій декаді січня. Обидві партнери будують гніздо серед дерев, переплітаючи рослинні волокна та гілки та вистилаючи внутрішню частину більш м'яким матеріалом. Яйця висиджує самиця. Інкубація триває приблизно 18 днів. За пташенятами спочатку доглядає самиця, а пізніше до неї приєднується самець та інші помічники (зазвичай потомство попередніх виводків, які не розмножилися, а також члени однієї зграї, не пов'язані з парою).